# Casa del Fascio
Casa del Fascio är en byggnad i Como, norra Italien, ett verk av den italienska rationalistiska arkitekten Giuseppe Terragni.
Byggnaden, som påbörjades 1932 och avslutades 1936 under Benito Mussolinis regim, var en kommunal förvaltningsbyggnad som ursprungligen var konstruerad i syfte att fungera som en elegant samlingsplats för fascistiska sammankomster. Byggnaden utgjorde högkvarter för Guardia di Finanzas lokala polis från 1955 till 1999.